# 陈其通
陈其通（1916年—2001年），男，四川巴中人，中国人民解放军剧作家。少将军衔。

## 生平

### 军旅生涯
1916年生于四川省巴中县的一个贫农家庭，祖籍湖北省。从小就十分迷恋于故乡的“打围攻”，喜欢唱川剧和山歌，爱看皮影戏:499。1932年参加中国工农红军，1933年由共青团转入中国共产党，因有文化知识，被分配在川陕省巴中县委（设清江渡）宣传部做宣传工作。期间历任区少共书记、县独立团政委、师宣传队长等职。参加了二万五千里长征。抗日战争时期，他历任延安补充团政治处主任、剧团中队长、宣传股长、旅宣传队长、团参谋长等职。第二次国共内战期间，他历任保安团团长兼政委、武装部部长、东北军区政治部文艺科科长等职。

### 建国后的文化工作
1949年7月24日，在中华全国戏剧工作者协会成立大会上当选全国委员会正式委员。7月28日，为中国戏曲改进会发起人之一。
中华人民共和国成立后，任中央人民政府人民革命军事委员会总政治部（中国人民解放军总政治部）文化部文艺处副处长兼总政治部文工团团长，总政治部文化部副部长，总政治部宣传部副部长兼解放军艺术学院副院长，总政治部文化部副部长。著有话剧剧本《黄河岸上》、《炮弹》、《同志间》、《万水千山》（1954年）、《井冈山》，歌剧剧本《柯山红日》、《两个女红军》等。1961年晋升为少将军衔。
1957年“反右整风”运动开展时，陈其通是斗争“右派份子”的健将。陈其通、马寒冰、陈亚丁、鲁韧等四位解放军将军加文人，在《人民日报》1957年1月7日第7版发表了一篇文章，题目是《我们对目前文艺工作的几点意见》，认为“百花齐放，百家争鸣”方针提出后，中国文艺创作衰落了。他的观点很快就受到了陈辽、茅盾等大多数读者的反驳。4月10日，《人民日报》发表了题为《继续放手，贯彻“百花齐放、百家争鸣”的方针》的社论，更明确地指出：“很明显，这种估计是对于事实的一种极端的歪曲”。

### 文化大革命
1966年6月，他在文化大革命中被污蔑为军队中的资产阶级代表人物，陈沂的忠实继承人，反党反社会主义的急先锋。同年9月初，陈其通以反革命问题入牢，是全解放军文化系统第一个被公开点名批判，第一个过监禁的“黑帮分子”:504。监禁期间，陈其通体重减轻了一半，视力严重衰退，耳朵聋了，牙齿也掉了。后来经周恩来出面干预，陈其通由监禁改为隔离审查。林彪事件后被解除审查。但是他的《万水千山》被压制了十年。戏中表现的两条路线斗争被改成敌我军事斗争，副营长被改写成阶级敌人。直到1974年毛的多次询问之后，江青等才做出修改。

### 晚年
2001年9月22日因病在北京逝世，享年85岁。

## 荣誉
获二级八一勋章、二级独立自由勋章、二级解放勋章、一级红星功勋荣誉章各一枚。
其剧本作品获“全国话剧会演一等演出奖”在内的各类创作、导演奖28次。